# Diogo Carvalho
Diogo Carvalho, spanisch Diego Carvalho, deutsch Jakob Carvalho (* 1578 in Coimbra, Portugal; † 22. Februar 1624 in Sendai, Japan) war ein portugiesischer Jesuit, Missionar, Märtyrer, Seliger. Er gehört zu den zahlreichen portugiesischen Missionaren, die in Japan zu Märtyrern wurden.

## Leben
Carvalho wurde als Sohn von Alvaro Fernandes und Margarida Luis geboren. Mit 16 Jahren schloss er sich den Jesuiten an. Sein Wunsch war es schon als Jugendlicher, in die Mission zu gehen. So schickte man ihn nach Macau in China, wo er Theologie und Philosophie studierte und im Jahre 1600 zum Priester geweiht wurde. Fünf Jahre missionierte er zunächst im heutigen Kyōto. Ende des Jahres 1614 ging er nach Vietnam, wo er auch missionarisch tätig war, kehrte aber im Jahre 1617 erneut nach Japan zurück. Er ging nach Hondō, von wo er nun an missionierte.
Zweimal war er auch in Hokkaidō. Er wurde der erste Priester in Hokkaidō überhaupt und der erste Europäer, der mit dem eingeborenen, japanischen Volk der Ainus zusammentraf. In einem Brief beschrieb er als erster dieses Volk eingehend.

## Martyrium
In den Jahren zwischen 1623 und 1624 waren alle Christen schwersten Verfolgungen in der Region Hokkaidō ausgesetzt. Mit elf anderen Christen floh er in die Berge, in der Hoffnung, dort nicht gefunden zu werden. Da man im Schnee jedoch die Fußabdrücke erkennen konnte, wurden Carvalho und seine Begleiter schnell gefunden. Am 18. Februar 1624 wurden alle gezwungen, sich nackt auszuziehen und sich in kaltes Wasser zu begeben. In dem Wasser mussten sie zur Schikane stundenlang aufstehen und sich wieder setzen. Als man sie aus dem Wasser zog, waren zwei von ihnen bereits tot, gestorben an Entkräftung. Die ganze Prozedur ging vier volle Tage, man wollte die Gläubigen zwingen, sich vom Glauben loszusagen, was jedoch keiner machte. Am 22. Februar 1624 wurde die Prozedur noch den gesamten Nachmittag durchgezogen, als am Ende Carvalho der einzige Überlebende war. Die ganze Zeit hatte er seinen Mitleidenden Mut zugesprochen. Man hatte durch Gebete sich selbst gestärkt. Bei Sonnenuntergang war er allein; kurz vor Mitternacht ist Carvalho dann selbst gestorben. Die Leichen wurden am Morgen zerstückelt und in den Fluss geworfen.

## Seligsprechung
Am 7. Juli 1867 wurde Carvalho von Papst Pius IX. seliggesprochen. Als Reliquie ist bis heute der Kopf des Märtyrers erhalten. Der Festtag ist der 22. Februar, der Todestag von Carvalho.